# Ralf Bartels
Ralf Bartels (Malchin, 21 febbraio 1978) è un ex pesista tedesco.
È stato allenato da Gerald Miner e ha un primato personale outdoor di 21,37 m e indoor di 21,44 m, risultati che lo piazzano rispettivamente al 67º e al 33º posto nelle graduatorie mondiali di tutti i tempi.
In carriera ha vinto due bronzi nelle edizioni di Helsinki 2005 e Berlino 2009 dei campionati mondiali ed è stato anche campione europeo nel 2006.

## Biografia

### Gli inizi
Ralf Bartels nacque a Malchin nel 1978 e si avvicinò molto precocemente all'atletica.
La sua carriera sportiva iniziò nel 1991 all'età di 13 anni nella società SC Neubrandenburg, per la quale gareggia ancora oggi.
Bartels decise subito di specializzarsi nel getto del peso, disciplina dove raggiunse subito ottimi risultati sia sul piano nazionale che internazionale.

#### Carriera giovanile (1995-2001)
Nel 1995, ancora in categoria allievi, riuscì a classificarsi 4º ai campionati europei juniores.
Nel 1996, a 18 anni, si laureò per la prima volta campione mondiale sempre nella stessa categoria scavalcando l'australiano Justin Anlezark all'ultimo tentativo con un lancio a 18,71 metri.
L'anno successivo, ai campionati europei juniores di Lubiana, conquistò il titolo europeo nel peso con la misura di 18,30 metri.
Nel 1999 ai campionati europei under 23 raggiunse la 6ª posizione.
Ai Campionati mondiali di Edmonton 2001 c'è stata la sua prima partecipazione ad una manifestazione internazionale seniores, in questa gara si è dovuto però fermare al turno di qualificazione.

### Affermazione internazionale

#### Europei di Monaco (2002)
Nel 2002, nella stagione al coperto, decise di prendere parte ai campionati europei indoor di Vienna raggiungendo però solo il nono posto e fermandosi quindi al turno di qualificazione con un lancio a 19,60 metri.
Nella stagione all'aperto vinse per la prima volta in carriera il titolo nazionale assoluto e in Coppa Europa, alla sua seconda partecipazione, raggiunse il quarto posto con la misura di 19,85.
Nell'agosto, ai Campionati Europei di Monaco, dopo aver superato la qualificazione della mattina con 20,22, quinta misura, si classificò terzo in finale con 20,58, alle spalle dell'ucraino Jurij Bilonoh e del danese Joachim Olsen.
Sul finire della stagione venne chiamato a partecipare alla Coppa del mondo di atletica leggera come rappresentante della squadra tedesca nel getto del peso.
In questa manifestazione, grazie ad un lancio a 20,67 metri, conquistò il terzo posto alle spalle dei soli Adam Nelson e Justin Anlezark.

#### Campionati del mondo di Parigi (2003)

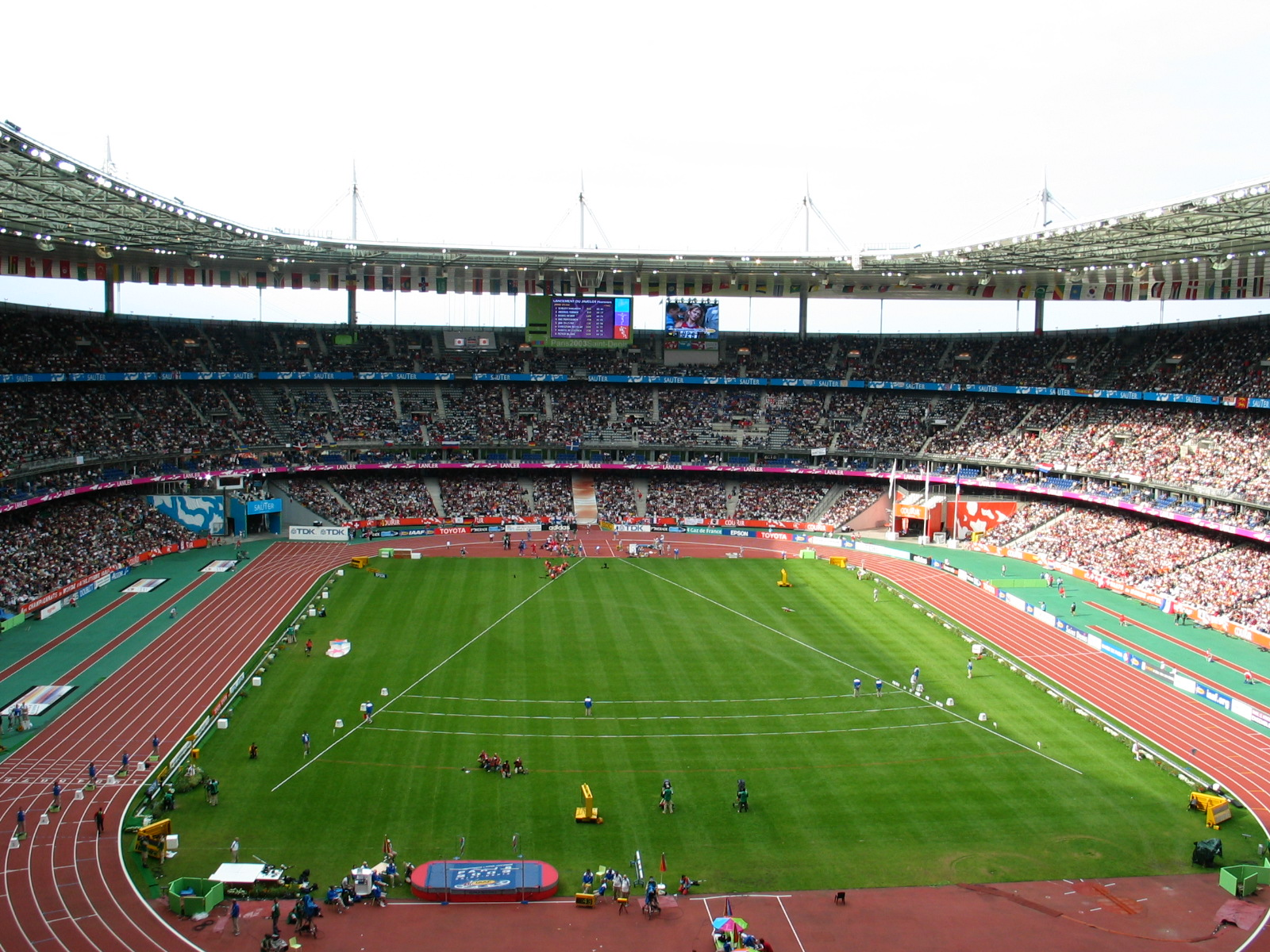
Stade de France nel corso dei Campionati mondiali di Parigi 2003.

Ai Mondiali indoor di Birmingham 2003 non riuscì ad andare oltre all'12º posto con la misura di 19,32.
Nel corso della stagione riuscì a conquistare per la prima volta entrambi i titoli nazionali nel getto del peso, sia indoor che outdoor.
Nell'agosto decise di prendere parte ai Mondiali di Parigi entrando in finale con la dodicesima misura, 20,06.
Giunto in finale conquistò il quinto posto in classifica grazie ad un lancio a 20,50.

#### L'esordio olimpico (2004)
Nel 2004 iniziò la stagione indoor con l'undicesimo posto ai Campionati mondiali di Budapest 2004 grazie ad un lancio a 19,93.
Nel corso della stagione all'aperto, dopo aver centrato un terzo posto in Coppa Europa ed aver partecipato a vari Meeting internazionali, si qualificò per i Giochi Olimpici di Atene del 2004.
Il 18 agosto si disputò in mattinata, nell'antico stadio di Olimpia, la qualificazione del getto del peso.
Bartels, lanciò subito a 20,65, raggiunse la terza misura e l'immediata qualificazione per la finale.
In serata si tenne la finale, e un suo lancio a 20,26 lo portò all'ottavo posto.

### I successi

#### Il primo bronzo mondiale (2005)
Nel marzo 2005, rinunciò alla partecipazione ai Campionati europei indoor di Madrid a causa delle non perfette condizioni fisiche.
Nel corso della stagione all'aperto, dopo la vittoria in Coppa Europa, ed un terzo posto al Meeting di Madrid; a Neuwied raggiunse la misura di 21,37, misura che lo portò ai vertici della classifica mondiale.
Nell'agosto, ai Mondiali di Helsinki, dopo essersi qualificato per la finale con la terza misura a 20,56, conquistò, proprio all'ultimo turno di lanci, la medaglia di bronzo con un lancio a 20,99 metri dietro soltanto all'olandese Rutger Smith e allo statunitense Adam Nelson.
Sul finire della stagione fu chiamato per la prima volta a partecipare alla IAAF World Athletics Final dove si classificò quarto lanciando a 20,53 metri.

#### Titolo europeo a Göteborg (2006)

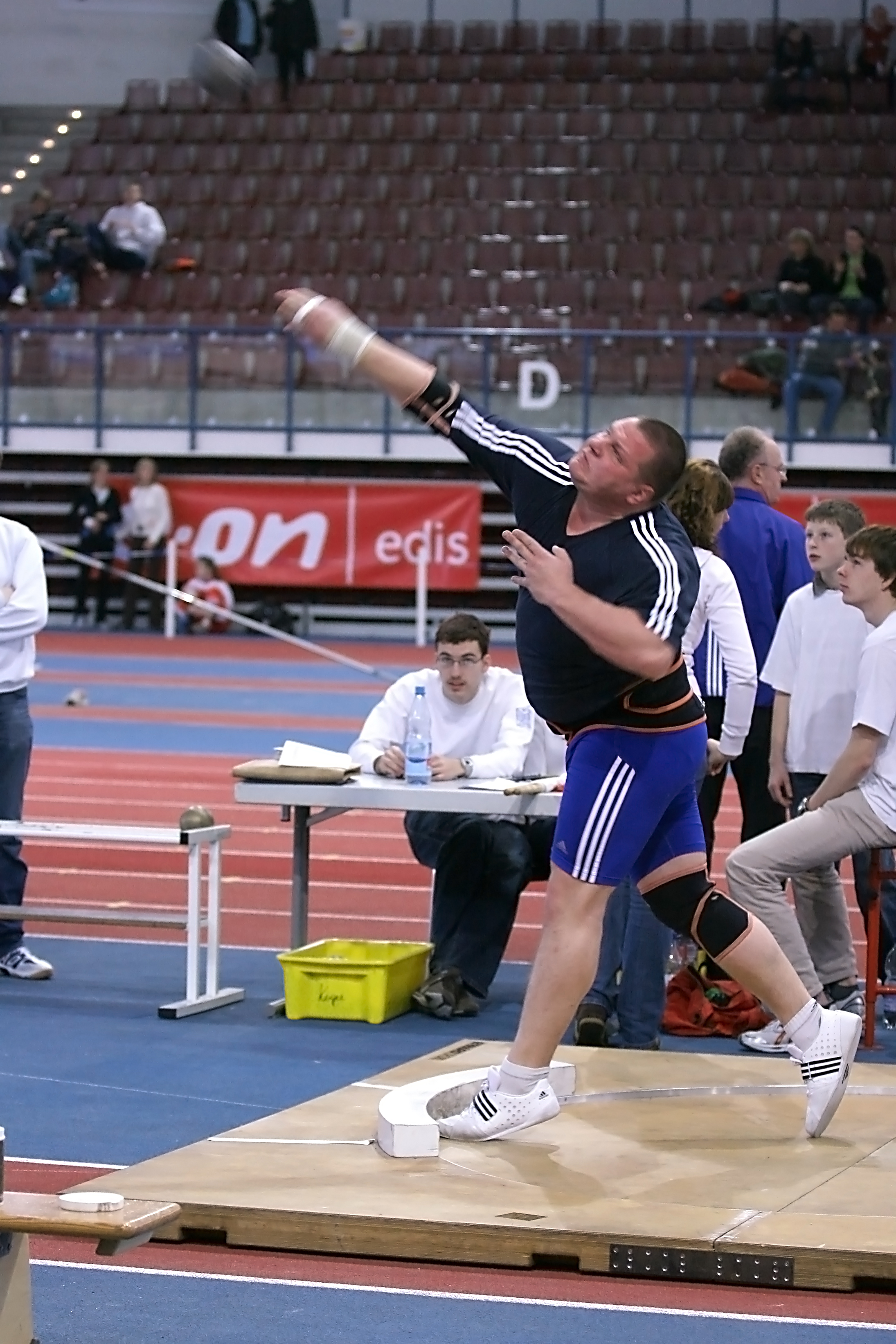
Ralf Bartels a Neubrandenburg (foto di: Erika Krause).

Nel corso della stagione indoor Bartels, a Karlsruhe riuscì a lanciare il suo peso fino a 21,43 risultato che lo posizionò al secondo posto nelle liste mondiali di quell'anno.
Un mese più tardi, ai mondiali indoor tenutisi a Mosca, non riuscì però ad andare oltre al dodicesimo posto con un lancio di due metri inferiore al suo primato personale.
Ai campionati europei di Göteborg (Svezia) si presentò alla manifestazione come uno dei favoriti.
In qualificazione, il suo lancio a 20,58 (la miglior misura) lo portò direttamente in finale.
In serata, dopo aver lanciato il suo peso a 20,57, che lo posizionava al quarto posto, proprio all'ultimo turno, lanciò a 21,13 metri scalzando così dal podio Rutger Smith e togliendo il titolo di campione europeo per soli 2 centimetri al bielorusso Andrėj Michnevič.
Sul finire della stagione Bartels partecipò per la seconda volta alla IAAF World Athletics Final arrivando però solo sesto.
Poco dopo venne di nuovo chiamato a partecipare anche alla Coppa del mondo di atletica leggera come rappresentante della squadra tedesca.
In questa manifestazione, grazie ad un lancio a 20,67 metri, si aggiudicò la vittoria.
Nel mese di dicembre venne inserito, ancora una volta, nella lista dei nomi per la vittoria del titolo di "miglior atleta tedesco dell'anno" a livello maschile. Al termine delle consultazioni risultò secondo con il 23,8% dei voti, alle spalle del solo Jan Fitschen.

### I problemi fisici

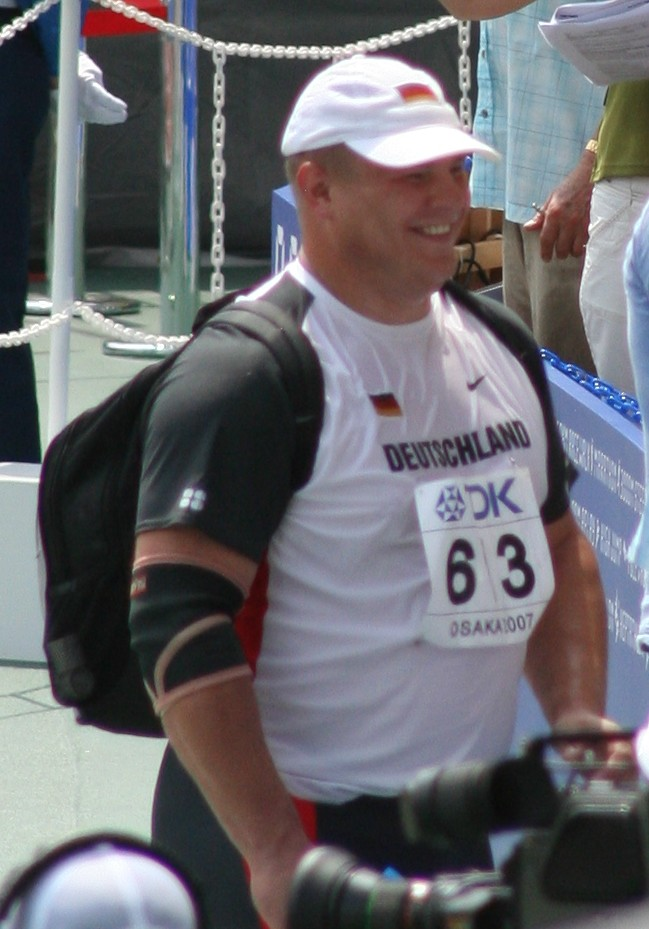
Ralf Bartels ai Mondiali di Ōsaka.

#### Mondiali di Osaka (2007)
Nel marzo 2007 a causa di vari problemi fisici decise di rinunciare alla partecipazione ai Campionati europei indoor di Birmingham.
Dopo una stagione outdoor che lo vide partecipare a vari Meeting internazionali nel mese di agosto prese parte ai Campionati Mondiali di Ōsaka.
Superò agevolmente le qualificazioni, con la quinta miglior misura, ma in finale raggiunse solo il settimo posto con un lancio di 20,45 metri.
Il mese successivo partecipò per la seconda volta al DécaNation, come rappresentante della nazionale tedesca, conquistando la vittoria nella gara di getto del peso con la misura di 20,33.
Sul finire della stagione Bartels partecipò ancora alla IAAF World Athletics Final arrivando però solo settimo.

#### La rinuncia olimpica (2008)
A causa di vari infortuni Bartels dovette rinunciare ai Mondiali di Valencia indoor 2008 e a gran parte della stagione agonistica.
Seppur impegnato in pochissime manifestazioni in tutta l'annata outdoor, fu comunque in grado di vincere i campionati nazionali e di raggiungere il minimo di partecipazione alle Olimpiadi di Pechino grazie alla misura di 20,60 metri raggiunta nel mese di luglio a Norimberga.
Poco dopo, a causa di un grave infortunio al polpaccio, dovette però rinunciare alla sua seconda partecipazione olimpica ed anche al resto della stagione.

### Il ritorno

#### Dagli europei indoor di Torino ai mondiali di Berlino (2009)

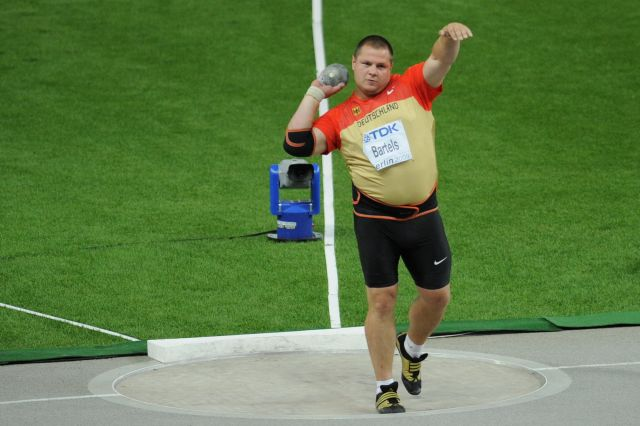
Ralf Bartels ai campionati mondiali di Berlino 2009.

Nella stagione al coperto, dopo aver vinto i campionati nazionali, conquistò il bronzo agli Europei indoor di Torino con la misura di 20,39, a soli 3 cm dall'argento andato al francese Yves Niaré.
Ai Mondiali di Berlino grazie al suo nuovo primato personale di 21,37 ha raggiunto il bronzo dietro soltanto al polacco Tomasz Majewski ed allo statunitense Christian Cantwell.
Nel mese di settembre, dopo aver conquistato il secondo posto al Decanation di Parigi, ha raggiunto il quinto posto alla IAAF World Athletics Final grazie ad un lancio a 20,58.
Conclusa la stagione è stato inserito nella lista dei 10 nomi per la vittoria del titolo di "miglior atleta tedesco dell'anno" a livello maschile. Si classificherà terzo con il 12,9% dei voti.

#### Mondiali indoor di Doha (2010)

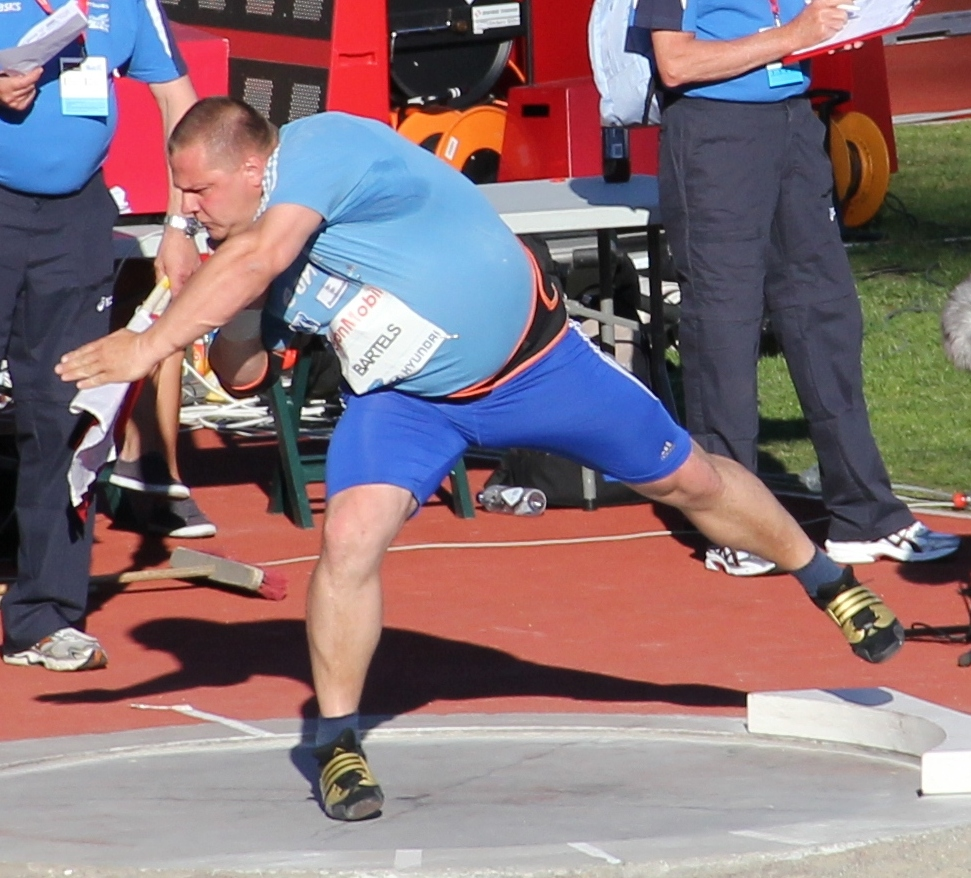
Ralf Bartels al Bislett Games di Oslo del 2010.

Il 27 febbraio 2010 si è laureato per la quinta volta campione nazionale a livello indoor grazie ad un lancio a 21,02.
Ai Campionati mondiali indoor di Doha 2010 dopo aver siglato la miglior misura nelle qualificazioni con 20,91 metri, in finale ha conquistato la medaglia di bronzo con un lancio a 21,44 che equivale anche al suo nuovo record personale.
Nel corso della stagione outdoor, nella prima tappa della IAAF Diamond League a Doha, è riuscito a raggiungere la misura di 21,14 classificandosi secondo alle spalle del solo Christian Cantwell.
Il 10 giugno, al Golden Gala di Roma, ha conquistato il settimo posto con la prestazione di 20,13.
Dopo pochi giorni, in Coppa Europa (a Bergen), è stato battuto, per soli 2 centimetri, dal polacco Tomasz Majewski che ha conquistando così la vittoria della manifestazione.
Ai Campionati europei di Barcellona, dopo essersi qualificato alla finale con la seconda miglior misura a 20,37, ha conquistato la medaglia di bronzo grazie ad un lancio a 20,93 metri che, proprio all'ultimo turno, gli ha permesso di scavalcare il lettone Māris Urtāns.
Il titolo europeo è poi andato al bielorusso Andrėj Michnevič che con il suo 21,01 ha superato di solo un centimetro il polacco Majewski e di otto lo stesso Bartels.

#### Campionati europei indoor di Parigi (2011)
Dopo aver perso il titolo nazionale al coperto, battuto di soli 2 centimetri dal giovane David Storl, Bartels ha partecipato ai campionati europei indoor di parigi 2011 come uno dei favoriti per la vittoria del titolo.
Dopo aver superato agevolmente le qualificazioni, con un primo lancio a 20,33 metri, in finale, grazie al suo quarto tentativo a 21,16 si è laureato per la prima volta campione europeo a livello indoor davanti al connazionale Storl e al russo Maksim Sidorov.
Durante la stagione all'aperto decise di rinunciare alla partecipazione ai campionati nazionali per concentrarsi invece sui campionati del mondo di Taegu.
Dopo aver superato la qualificazione con un lancio a 20,45 metri in finale non riuscì ad andare oltre alla decima posizione gettando il suo peso 14 centimetri oltre alla fettuccia dei 20 metri.

#### Olimpiadi di Londra (2012)
Nella stagione al coperto 2012, dopo aver rinunciato alla partecipazione ai campionati nazionali a causa di alcuni problemi fisici, non riuscì a raggiungere il minimo di partecipazione ai campionati del mondo indoor di Istanbul.
Durante la stagione all'aperto, dopo alcune competizioni che lo videro oltre i 20 metri, a causa di ulteriori problemi fisici decise di non gareggiare per tutto il mese di giugno rinunciando anche alla partecipazione ai Campionati europei di Helsinki per poi concentrarsi sulle Olimpiadi di Londra 2012.
Il 3 agosto, durante le qualificazioni del getto del peso a Londra, non riuscì ad andare oltre al sedicesimo posto con un lancio a 20 metri esatti.

#### Campionati europei indoor di Göteborg e il ritiro (2013)
Dopo aver partecipato a vari meeting con discreti risultati i prossimità dei 20 metri, il 23 febbraio 2013 conquistò il suo sesto titolo nazionale indoor (quattordicesimo in totale) con la misura di 20,08 m.
Giunto ai campionati europei indoor a Göteborg come campione in carica, superò le qualificazioni con la quinta misura a 19,89 metri.
Il 1º marzo, in finale, concluse solo quarto raggiungendo, al quinto turno, la misura di 20,16 metri, suo primato stagionale.
La vittoria andrà al serbo Asmir Kolašinac con 20,62 m.
Dopo il settimo posto in Coppa Europa invernale di lanci, durante la stagione all'aperto concluse terzo ai campionati nazionali tedeschi dietro a David Storl e Tobias Dahm.
Il 1º settembre 2013, al termine del meeting ISTAF di Berlino che l'aveva visto concludere al quinto posto con un lancio a 19,08 metri, annuncia il suo ritiro definitivo dalle competizioni.

## Attività extrasportive e vita privata
Nel 2006 si è sposato con Maja da cui ha avuto, nel febbraio 2012, una figlia: Friederike Marie.
Appassionato di motociclismo, terminata la carriera agonistica da atleta, ha deciso di continuare a dedicarsi allo sport, questa volta come allenatore di atletica leggera. Ha già acquisito il patentino B e, entro la fine di settembre è riuscito ad ottenere anche quello di prima categoria.
Sempre sul finire dell'anno 2013 si è laureato come allenatore sportivo presso l'Accademia Allenatori di Colonia.

## Progressione

### Getto del peso outdoor
| Stagione | Risultato | Luogo         | Data      | Rank. Mond. |
| -------- | --------- | ------------- | --------- | ----------- |
| 2013     | 20,13 m   | Ried          | 14-6-2013 | 42º         |
| 2012     | 20,40 m   | Sondershausen | 15-8-2012 | 33º         |
| 2011     | 20,58 m   | Halle         | 21-5-2011 | 22º         |
| 2010     | 21,14 m   | Doha          | 14-5-2010 | 11º         |
| 2009     | 21,37 m   | Berlino       | 15-8-2009 | 5º          |
| 2008     | 20,60 m   | Norimberga    | 6-7-2008  | 25º         |
| 2007     | 20,75 m   | Neuwied       | 27-6-2007 | 11º         |
| 2006     | 21,13 m   | Göteborg      | 7-8-2006  | 7º          |
| 2005     | 21,36 m   | Neuwied       | 3-7-2005  | 5º          |
| 2004     | 20,88 m   | Neuwied       | 19-5-2004 | 17º         |
| 2003     | 20,67 m   | Neuwied       | 28-5-2003 | 16º         |
| 2002     | 20,85 m   | Gotha         | 9-6-2002  | 14º         |
| 2001     | 20,30 m   | Gotha         | 16-6-2001 | 28º         |
| 2000     | 19,34 m   | Wipperfürth   | 13-8-2000 | 72º         |
| 1999     | 18,95 m   | Mannheim      | 19-6-1999 | 84º         |
| 1998     | 18,50 m   | Wipperfürth   | 25-7-1998 | 125º        |
| 1997     | 18,38 m   | Chemnitz      | 24-5-1997 | 136º        |
| 1996     | 18,71 m   | Sydney        | 25-8-1996 | 97º         |
| 1995     | 16,63 m   | Nyíregyháza   | 27-7-1995 | -           |

### Getto del peso indoor
| Stagione | Risultato | Luogo          | Data      | Rank. Mond. |
| -------- | --------- | -------------- | --------- | ----------- |
| 2013     | 20,16 m   | Göteborg       | 1-3-2013  | 14º         |
| 2012     | 19,67 m   | Nordhausen     | 20-1-2012 | 44º         |
| 2011     | 21,16 m   | Parigi         | 4-3-2011  | 3º          |
| 2010     | 21,44 m   | Doha           | 13-3-2010 | 3º          |
| 2009     | 20,39 m   | Torino         | 8-3-2009  | 9º          |
| 2007     | 20,01 m   | Nordhausen     | 19-1-2007 | 19º         |
| 2006     | 21,43 m   | Karlsruhe      | 25-2-2006 | 2º          |
| 2005     | 19,57 m   | Nordhausen     | 28-1-2005 | 35º         |
| 2004     | 20,66 m   | Neubrandenburg | 15-2-2004 | 11º         |
| 2003     | 20,07 m   | Lipsia         | 22-2-2003 | 18º         |
| 2002     | 19,83 m   | Sassnitz       | 1-2-2002  | 26º         |
| 2001     | 19,69 m   | Sassnitz       | 3-3-2001  | 23º         |
| 2000     | 19,12 m   | Sindelfingen   | 12-2-2000 | 38º         |
| 1999     | 18,46 m   | Karlsruhe      | 20-2-1999 | 78º         |
| 1998     | 17,64 m   | Bad Segeberg   | 7-2-1998  | 135º        |
| 1997     | 18,00 m   | Chemnitz       | 1-3-1997  | 107º        |

## Palmarès

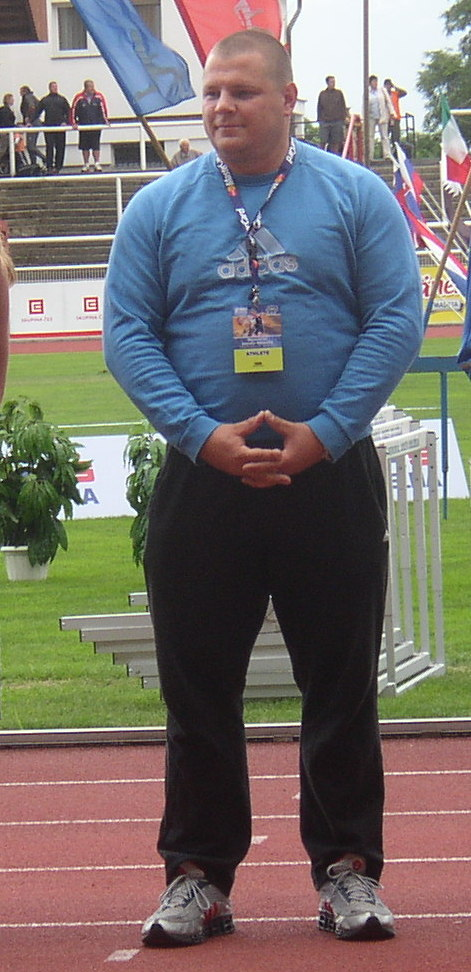
Ralf Bartels premiato al Memorial Josef Odlozil del 2008

| Anno | Manifestazione    | Sede              | Evento         | Risultato | Misura  | Note                                     |
| ---- | ----------------- | ----------------- | -------------- | --------- | ------- | ---------------------------------------- |
| 1995 | Europei juniores  | Nyíregyháza       | Getto del peso | 4º        | 16,48 m |                                          |
| 1996 | Mondiali juniores | Sydney            | Getto del peso | Oro       | 18,71 m |                                          |
| 1997 | Europei juniores  | Lubiana           | Getto del peso | Oro       | 18,30 m |                                          |
| 1999 | Europei under 23  | Göteborg          | Getto del peso | 6º        | 18,53 m |                                          |
| 2001 | Mondiali          | Edmonton          | Getto del peso | 17º       | 19,41 m |                                          |
| 2002 | Europei indoor    | Vienna            | Getto del peso | 9º        | 19,60 m |                                          |
| 2002 | Europei           | Monaco di Baviera | Getto del peso | Bronzo    | 20,58 m |                                          |
| 2002 | Mondiali militari | Tivoli            | Getto del peso | Oro       | 20,20 m |                                          |
| 2003 | Mondiali indoor   | Birmingham        | Getto del peso | 12º       | 19,32 m |                                          |
| 2003 | Mondiali          | Parigi            | Getto del peso | 5º        | 20,50 m |                                          |
| 2004 | Mondiali indoor   | Budapest          | Getto del peso | 11º       | 19,93 m |                                          |
| 2004 | Olimpiadi         | Atene             | Getto del peso | 7º        | 20,26 m | [ 40 ]                                   |
| 2005 | Mondiali          | Helsinki          | Getto del peso | Bronzo    | 20,99 m |                                          |
| 2006 | Mondiali indoor   | Mosca             | Getto del peso | 11º       | 19,46 m | [ 41 ]                                   |
| 2006 | Europei           | Göteborg          | Getto del peso | Oro       | 21,13 m | Miglior prestazione personale stagionale |
| 2007 | Mondiali          | Osaka             | Getto del peso | 6º        | 20,45 m | [ 42 ]                                   |
| 2009 | Europei indoor    | Torino            | Getto del peso | Bronzo    | 20,39 m | Miglior prestazione personale stagionale |
| 2009 | Mondiali militari | Sofia             | Getto del peso | Oro       | 20,33 m |                                          |
| 2009 | Mondiali          | Berlino           | Getto del peso | Bronzo    | 21,37 m | Miglior prestazione personale            |
| 2010 | Mondiali indoor   | Doha              | Getto del peso | Argento   | 21,44 m | [ 43 ]                                   |
| 2010 | Europei           | Barcellona        | Getto del peso | Argento   | 20,93 m | [ 43 ]                                   |
| 2011 | Europei indoor    | Parigi            | Getto del peso | Oro       | 21,16 m | Miglior prestazione personale stagionale |
| 2011 | Mondiali          | Taegu             | Getto del peso | 9º        | 20,14 m | [ 44 ]                                   |
| 2012 | Olimpiadi         | Londra            | Getto del peso | 16º       | 20,00 m |                                          |
| 2013 | Europei indoor    | Göteborg          | Getto del peso | 4º        | 20,16 m | Miglior prestazione personale stagionale |

## Campionati nazionali
- 8 titoli tedeschi assoluti nel getto del peso (2002/2006, 2008/2010)
- 6 titoli tedeschi assoluti indoor nel getto del peso (2003/2004, 2006, 2009/2010, 2013)
- 1 titolo tedesco under 23 (1999)

1997
- Bronzo ai Campionati nazionali under 23, getto del peso - 17,96 m

1999
- 5º ai Campionati nazionali assoluti indoor, getto del peso - 18,46 m
- Oro ai Campionati nazionali under 23, getto del peso - 18,57 m

2000
- 5º ai Campionati nazionali assoluti indoor, getto del peso - 19,12 m
- 7º ai Campionati nazionali assoluti, getto del peso - 18,29 m

2001
- 4º ai Campionati nazionali assoluti indoor, getto del peso - 18,80 m
- Argento ai Campionati nazionali assoluti, getto del peso - 19,52 m

2002
- Argento ai Campionati nazionali assoluti indoor, getto del peso - 19,61 m
- Oro ai Campionati nazionali assoluti, getto del peso - 20,29 m

2003
- Oro ai Campionati nazionali assoluti indoor, getto del peso - 20,07 m
- Oro ai Campionati nazionali assoluti, getto del peso - 20,22 m

2004
- Oro ai Campionati nazionali assoluti indoor, getto del peso - 20,22 m
- Oro ai Campionati nazionali assoluti, getto del peso - 20,37 m

2005
- Oro ai Campionati nazionali assoluti, getto del peso - 20,67 m

2006
- Oro ai Campionati nazionali assoluti indoor, getto del peso - 21,43 m
- Oro ai Campionati nazionali assoluti, getto del peso - 20,26 m

2007
- Argento ai Campionati nazionali assoluti, getto del peso - 20,38 m

2008
- Oro ai Campionati nazionali assoluti, getto del peso - 20,60 m

2009
- Oro ai Campionati nazionali assoluti indoor, getto del peso - 20,08 m
- Oro ai Campionati nazionali assoluti, getto del peso - 20,62 m

2010
- Oro ai Campionati nazionali assoluti indoor, getto del peso - 21,02 m
- Oro ai Campionati nazionali assoluti, getto del peso - 20,54 m

2011
- Argento ai Campionati nazionali assoluti indoor, getto del peso - 20,68 m

2013
- Oro ai Campionati nazionali assoluti indoor, getto del peso - 20,08 m
- Bronzo ai Campionati nazionali assoluti, getto del peso - 19,84 m

## Altre competizioni internazionali
2001
- 4º in Coppa Europa ( Brema), getto del peso - 19,50 m

2002
- 7º al Meeting Linz ( Linz), getto del peso - 19,83 m
- Coppa Europa di atletica leggera ( Annecy)
- 4º in Coppa Europa ( Annecy), getto del peso - 19,85 m
- Bronzo alla Coppa del mondo di atletica leggera ( Madrid), getto del peso - 20,67 m

2003
- 5º agli FBK-games ( Hengelo), getto del peso - 20,02 m
- 6º al Meeting de Atletismo di Siviglia ( Siviglia), getto del peso - 19,42 m
- 5º in Coppa Europa ( Firenze), getto del peso - 19,46 m

2004
- 4º agli FBK-games ( Hengelo), getto del peso - 20,19 m
- Coppa Europa di atletica leggera ( Bydgoszcz)
- Bronzo in Coppa Europa ( Bydgoszcz), getto del peso - 20,54 m
- 4º al Meeting de Atletismo di Siviglia ( Siviglia), getto del peso - 20,42 m
- 5º al Memorial Van Damme ( Bruxelles), getto del peso - 20,46 m

2005
- 4º al Qatar Athletic Super Grand Prix ( Doha), getto del peso - 20,20 m
- Bronzo al Meeting de Atletismo Sevilla ( Siviglia), getto del peso - 20,62 m
- Coppa Europa di atletica leggera ( Firenze)
- Oro in Coppa Europa ( Firenze), getto del peso - 20,76 m
- Argento al Helsinki Grand Prix ( Helsinki), getto del peso - 20,90 m
- Bronzo al Meeting ISTAF ( Monaco), getto del peso - 20,93 m
- 4º alla IAAF World Athletics Final ( Stoccarda), getto del peso - 20,53 m

2006
- Oro al Chemnitz Indoor Meeting ( Chemnitz), getto del peso - 21,12 m
- Bronzo in Coppa Europa ( Malaga), getto del peso - 20,43 m
- 4º al GE Money Grand Prix ( Helsinki), getto del peso - 20,26 m
- Bronzo al Meeting ISTAF ( Monaco), getto del peso - 20,50 m
- Argento al DécaNation ( Parigi), getto del peso - 20,22 m
- 6º alla IAAF World Athletics Final ( Stoccarda), getto del peso - 20,19 m
- Oro alla Coppa del mondo di atletica leggera ( Atene), getto del peso - 20,67 m

2007
- Bronzo al PSD Bank Meeting Düsseldorf ( Düsseldorf), getto del peso - 19,30 m
- 4º agli FBK-games ( Hengelo), getto del peso - 19,78 m
- 5º al Norwich Union Super Grand Prix ( Londra), getto del peso - 19,95 m
- Oro al Meeting Lille Metropole ( Villeneuve-d'Ascq), getto del peso - 20,50 m
- Oro al Memorial Josefa Odlozila ( Praga), getto del peso - 20,66 m
- Oro al DécaNation ( Parigi), getto del peso - 20,33 m
- 7º alla IAAF World Athletics Final ( Stoccarda), getto del peso - 19,49 m

2008
- 4º al Memorial Josefa Odlozila ( Praga), getto del peso - 19,22 m

2009
- 6º agli FBK-games ( Hengelo), getto del peso - 19,89 m
- 5º al Memorial Josefa Odlozila ( Praga), getto del peso - 19,92 m
- 5º all'Aviva London Grand Prix ( Londra), getto del peso - 20,91 m
- Oro all'EWE Athletics 2009 ( Cuxhaven), getto del peso - 21,11 m
- Argento al DécaNation ( Parigi), getto del peso - 20,56 m
- 5º alla IAAF World Athletics Final ( Tessalonica), getto del peso - 20,58 m

2010
- Argento Qatar Athletic Super Grand Prix ( Doha), getto del peso - 21,14 m
- 5º all'ExxonMobil Bislett Games ( Oslo), getto del peso - 20,59 m
- Argento all'EWE Athletics 2010 ( Cuxhaven), getto del peso - 20,95 m
- 7º al Golden Gala ( Roma), getto del peso - 20,13 m
- Argento in Coppa Europa ( Bergen), getto del peso - 20,61 m
- 6º al Weltklasse Zürich ( Zurigo), getto del peso - 20,65 m
- Bronzo al Meeting ISTAF ( Berlino), getto del peso - 20,73 m
- Argento al DécaNation ( Annecy), getto del peso - 19,92 m

2011
- Oro al PSD Bank Meeting Düsseldorf ( Düsseldorf), getto del peso - 20,91 m
- Bronzo alla Pedro's Cup ( Bydgoszcz), getto del peso - 20,42 m
- Argento al Meeting Förderverein Brandberge ( Halle), getto del peso - 20,58 m
- 9º al Golden Gala ( Roma), getto del peso - 19,71 m
- Argento al Meeting Askina 2011 ( Kassel), getto del peso - 19,88 m
- Argento al Göteborg Grand Prix ( Göteborg), getto del peso - 20,05 m
- Bronzo al Weltklasse in Biberach ( Biberach an der Riß), getto del peso - 19,96 m
- 7º al Weltklasse Zürich ( Zurigo), getto del peso - 20,05 m
- 6º al Meeting ISTAF ( Berlino), getto del peso - 20,18 m

2012

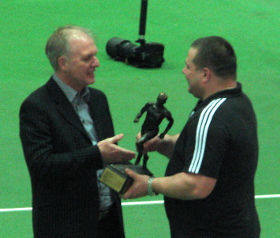
Cerimonia di premiazione con Clemens Prokop che consegna il premio Rudolf-Harbig-Gedächtnispreis 2012 a Ralf Bartels.

- 6º all'Internationalen Energie ( Nordhausen), getto del peso - 19,67 m
- 6º al PSD Bank Meeting Düsseldorf ( Düsseldorf), getto del peso - 18,93 m
- 7º all'International Hallen Meeting Karlsruhe ( Karlsruhe), getto del peso - 19,31 m
- 6º al Meeting ISTAF ( Berlino), getto del peso - 19,07 m

2013
- 4º all'Internationalen Energie ( Nordhausen), getto del peso - 19,82 m
- Oro al Meeting Linz ( Linz), getto del peso - 19,98 m
- Bronzo alla Pedro's Cup ( Bydgoszcz), getto del peso - 19,63 m
- 7º in Coppa Europa invernale di lanci ( Castellón de la Plana), getto del peso - 19,28 m
- 6º al Hallesche Halplus Werfertage 2013 ( Halle), getto del peso - 19,52 m
- 5º al Meeting ISTAF ( Berlino), getto del peso - 19,08 m

## Riconoscimenti
- Vince il premio Rudolf-Harbig-Gedächtnispreis dell'anno 2012.